# Robert A. Saurwein
Robert A. Saurwein (* 1. Juli 1907 in Innsbruck; † 1942 in Serbien vermisst) war ein österreichischer Maler und Grafiker. Er schuf vorwiegend Farbholzschnitte mit meist Tiroler Motiven. Er wirkte auch in der Öl-, Tempera- und Aquarellmalerei.
Saurwein besuchte in Innsbruck die Bundeslehranstalt und studierte anschließend an der Staatlichen Akademie der Bildenden Künste Stuttgart. Er war kurzzeitig Mitglied der Secession Innsbruck und gehörte der Gruppe „Der Neue Bund“ an.

## Ausstellungen
- 1932: Landes-Kunstausstellung in Hall in Tirol
- 1933: Einzelausstellung in Innsbruck (Kunsthandlung Czichna)
- 1933: Künstlerhaus Salzburg
- 1932, 1933: IV.,VI./VII. Ausstellung der Secession Innsbruck
- 1934: Innsbruck (Taxishof)
- 1940: Zeitgeborene Kunst, Innsbruck (Taxishof)